# 負け惜しみコングラチュレーション
「負け惜しみコングラチュレーション」（まけおしみコングラチュレーション）は、日本の女性アイドルグループ、SDN48の楽曲。楽曲は秋元康により作詞、平隆介により作曲されている。2012年3月7日にSDN48のメジャー5作目のシングルとしてユニバーサルミュージックから発売された。

## 概要
楽曲のシングル盤は「Type A」、「Type B」、「劇場盤」の3形態によって発売されている。SDN48結成2年7ヶ月にして、2012年3月31日に全員卒業することとなったため、現行メンバーでの5枚目のラストシングルとなる。
キャッチコピーは「“おめでとう。さようなら。ありがとう。”」
表題曲のPVには、SDN48メンバー全員のほか、AKB48チームB・柏木由紀、AKB48劇場支配人・戸賀崎智信が出演している。昔の恋人の結婚話を知った男性の心境を綴ったアイドルソング。衣装は、各メンバーの英語によるメッセージが描かれている。なおPVはSKE48「片想いFinally」、AKB48「GIVE ME FIVE!」などと同様にドラマパートが採用されている。
Type Aに収録されているカップリング曲「上からナツコ」はAKB48の24thシングル表題曲「上からマリコ」のマリコの部分をナツコに変更している以外、歌詞は同じである。PVは「上からマリコ」PVのパロディとなっていて、このPVにもドラマパートが採用されている。なおセンターは奈津子ではなく甲斐田樹里である。
2012年3月19日付（2012年3月5日 - 3月12日）のオリコンチャートで自己最高位にあたる週間2位を獲得した。

## シングル収録トラック

### Type A
| #  | タイトル                                              | 作詞   | 作曲                | 編曲                | 時間 |
| -- | ----------------------------------------------------- | ------ | ------------------- | ------------------- | ---- |
| 1. | 「負け惜しみコングラチュレーション」                  | 秋元康 | 平隆介              | 生田真心            | 4:38 |
| 2. | 「クリクリ」(アンダーガールズA)                       | 秋元康 | RED APPLE、RED COOL | RED APPLE、RED COOL | 3:31 |
| 3. | 「上からナツコ」(アンダーガールズB)                   | 秋元康 | 川浦正大            | 生田真心            | 4:40 |
| 4. | 「負け惜しみコングラチュレーション (off vocal ver.)」 |        |                     |                     |      |
| 5. | 「クリクリ (off vocal ver.)」                         |        |                     |                     |      |
| 6. | 「上からナツコ (off vocal ver.)」                     |        |                     |                     |      |

| #  | タイトル                             | 作詞 | 作曲・編曲 |
| -- | ------------------------------------ | ---- | ---------- |
| 1. | 「負け惜しみコングラチュレーション」 |      |            |
| 2. | 「クリクリ」                         |      |            |
| 3. | 「上からナツコ」                     |      |            |

### Type B
| #  | タイトル                                              | 作詞   | 作曲                | 編曲                | 時間 |
| -- | ----------------------------------------------------- | ------ | ------------------- | ------------------- | ---- |
| 1. | 「負け惜しみコングラチュレーション」                  | 秋元康 | 平隆介              | 生田真心            |      |
| 2. | 「クリクリ」(アンダーガールズA)                       | 秋元康 | RED APPLE、RED COOL | RED APPLE、RED COOL |      |
| 3. | 「終わらないアンコール」                              | 秋元康 | 川浦正大            | 野中“まさ”雄一      | 5:55 |
| 4. | 「負け惜しみコングラチュレーション (off vocal ver.)」 |        |                     |                     |      |
| 5. | 「クリクリ (off vocal ver.)」                         |        |                     |                     |      |
| 6. | 「終わらないアンコール (off vocal ver.)」             |        |                     |                     |      |

| #  | タイトル                             | 作詞 | 作曲・編曲 |
| -- | ------------------------------------ | ---- | ---------- |
| 1. | 「負け惜しみコングラチュレーション」 |      |            |
| 2. | 「クリクリ」                         |      |            |
| 3. | 「終わらないアンコール」             |      |            |

### 劇場盤
| #  | タイトル                             | 作詞   | 作曲                | 編曲                |
| -- | ------------------------------------ | ------ | ------------------- | ------------------- |
| 1. | 「負け惜しみコングラチュレーション」 | 秋元康 | 平隆介              | 生田真心            |
| 2. | 「クリクリ」(アンダーガールズA)      | 秋元康 | RED APPLE、RED COOL | RED APPLE、RED COOL |
| 3. | 「上からナツコ」(アンダーガールズB)  | 秋元康 | 川浦正大            | 生田真心            |
| 4. | 「終わらないアンコール」             | 秋元康 | 川浦正大            | 野中“まさ”雄一      |

## 選抜メンバー
| - 穐田和恵 - 梅田悠 - 浦野一美 - 大堀恵 | - 加藤雅美 - 木本夕貴 - 河内麻沙美 - 小原春香 | - 佐藤由加理 - 芹那 - 野呂佳代 - 藤社優美 |